# Fargo, Dakota de Nord
Fargo este orașul cel mai populat al statului Dakota de Nord al Statelor Unite ale Americii și sediul comitatului Cass.
1. ↑   https://fargond.gov/city-government/mayor-s-office, accesat în 22 mai 2022 Lipsește sau este vid: |title= (ajutor)
2. ↑  Recensământul Statelor Unite ale Americii din 2010, accesat în 9 iulie 2020